# Ivana Solařová
Ivana Solařová (* 2. listopadu 1970) je česká místní politička a finanční ředitelka, v letech 2022 až 2024 starostka Znojma, lídryně hnutí ANO v krajských volbách v roce 2024 v Jihomoravském kraji.

## Život
Narodila se v roce 1970. Od října 1995 pracuje jako vedoucí oblasti ekonomiky a financí ve firmě ZNOJEMSKÉ STROJÍRNY, s.r.o. V letech 2006 až 2009 studovala obor Podniková ekonomika a management na SVŠE Znojmo, kde získala bakalářský titul. V letech 2010 až 2012 studovala na Akademii Sting stejný obor, tentokrát získala již inženýrský titul.
Hovoří anglicky, rusky a francouzsky.

### Politické působení
V komunálních volbách v roce 2018 kandidovala na 9. místě kandidátní listiny hnutí ANO do zastupitelstva města Znojma, ale nebyla zvolena. V komunálních volbách v roce 2022 posléze kandidovala jako lídryně hnutí do znojemského zastupitelstva, přičemž tentokrát se jí mandát zastupitelky získat podařilo. V říjnu 2022 byla posléze zvolena starostkou města, když ve funkci nahradila Jakuba Malačku. Z funkce byla nicméně v srpnu 2024 odvolána, když zastupitelé zvolili jejím nástupcem Františka Koudelu z ODS.
V krajských volbách v roce 2024 byla jako lídryně kandidátní listiny ANO 2011 zvolena zastupitelkou kraje. Ačkoliv hnutí ANO aspirovalo na vítězství, hejtmanský post se jí získat nepodařilo, když hnutí ANO skončilo ve volbách druhé a krajskou koalici sestavila vítězná koalice SPOLU s hnutím STAN.